# فرانك شيب
فرانك شيب (بالإنجليزية: Frank Shipp)‏ هو لاعب كرة قدم أمريكية أمريكي، ولد في 23 يوليو 1884 في تشاتانوغا في الولايات المتحدة، وتوفي في 10 ديسمبر 1934.